# Ecpatites
Ecpatites là một chi bướm đêm thuộc họ Geometridae.